# Bartolomeo Colleoni
Bartolomeo Colleoni (Solza, 1395 – Malpaga, 3 novembre 1475) è stato un condottiero e capitano di ventura italiano.
Fu signore di Antegnate, Calcinate, Castell'Arquato, Cavenago d'Adda, Cologno al Serio, Covo, Malpaga, Martinengo, Mornico al Serio, Romano di Lombardia, Solza e Urgnano.

## Biografia

### La nascita

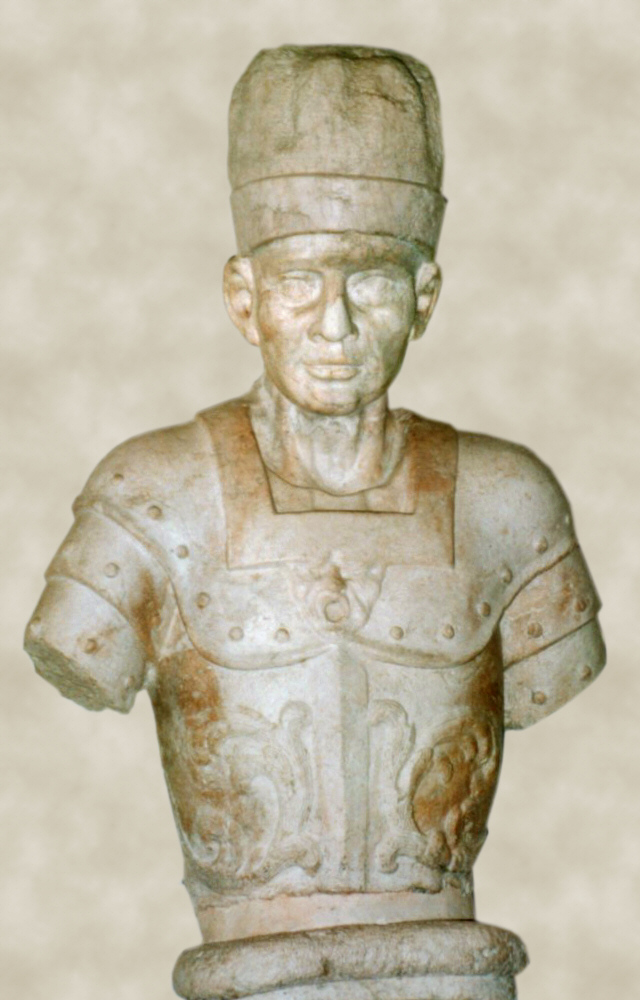
Presunto busto di Bartolomeo Colleoni conservato presso la biblioteca Angelo Mai di Bergamo

Bartolomeo Colleoni nacque a Solza, un villaggio della sponda bergamasca dell'Adda, nel castello che porta il suo nome. Sulla sua data di nascita non vi è certezza, anche se in una targa bronzea rinvenuta nel suo sepolcro il 21 novembre 1969 è indicata, assieme alla data della morte, l'età di ottant'anni: da ciò deriverebbe che l'anno di nascita sia il 1395.
Contro questa indicazione vi è la biografia, che si potrebbe dire ufficiale, in quanto ispirata dallo stesso Colleoni che l'ha commissionata, del contemporaneo Antonio Cornazzano.

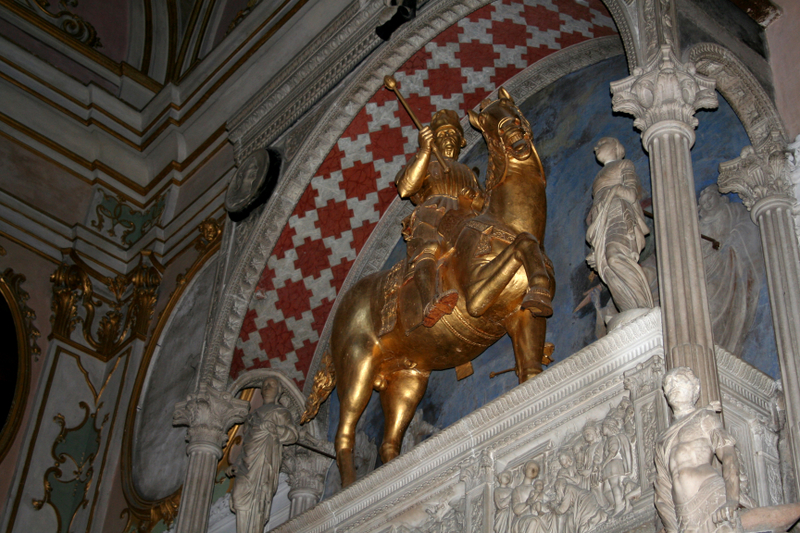
Bartolomeo Colleoni nella sua Cappella

Cornazzano indicava quale data di nascita l'anno 1400 in contraddizione con la predetta targa. Si potrebbe pensare che il Colleoni abbia voluto ringiovanirsi, ma se si considera che l'anno 1400 era ritenuto, erroneamente, un anno giubilare, quindi particolarmente importante per la cristianità tanto da rimanere impresso nelle coscienze dei fedeli, e che nello stesso anno assunse una grande rinomanza il movimento devozionale dei Bianchi, non meraviglia che il Colleoni volesse collocare la propria nascita in un anno da tutti sentito, quasi con fede millenarista, come l'inizio di un cambiamento rinnovatore.
Il 1400 era considerato un anno eccezionale, carico di valori simbolici, che bene si addicevano alla biografia eroica di un grande condottiero. Non mancano, d'altra parte, testimonianze contemporanee che indirettamente collocano la sua nascita prima del 1400.

### La famiglia

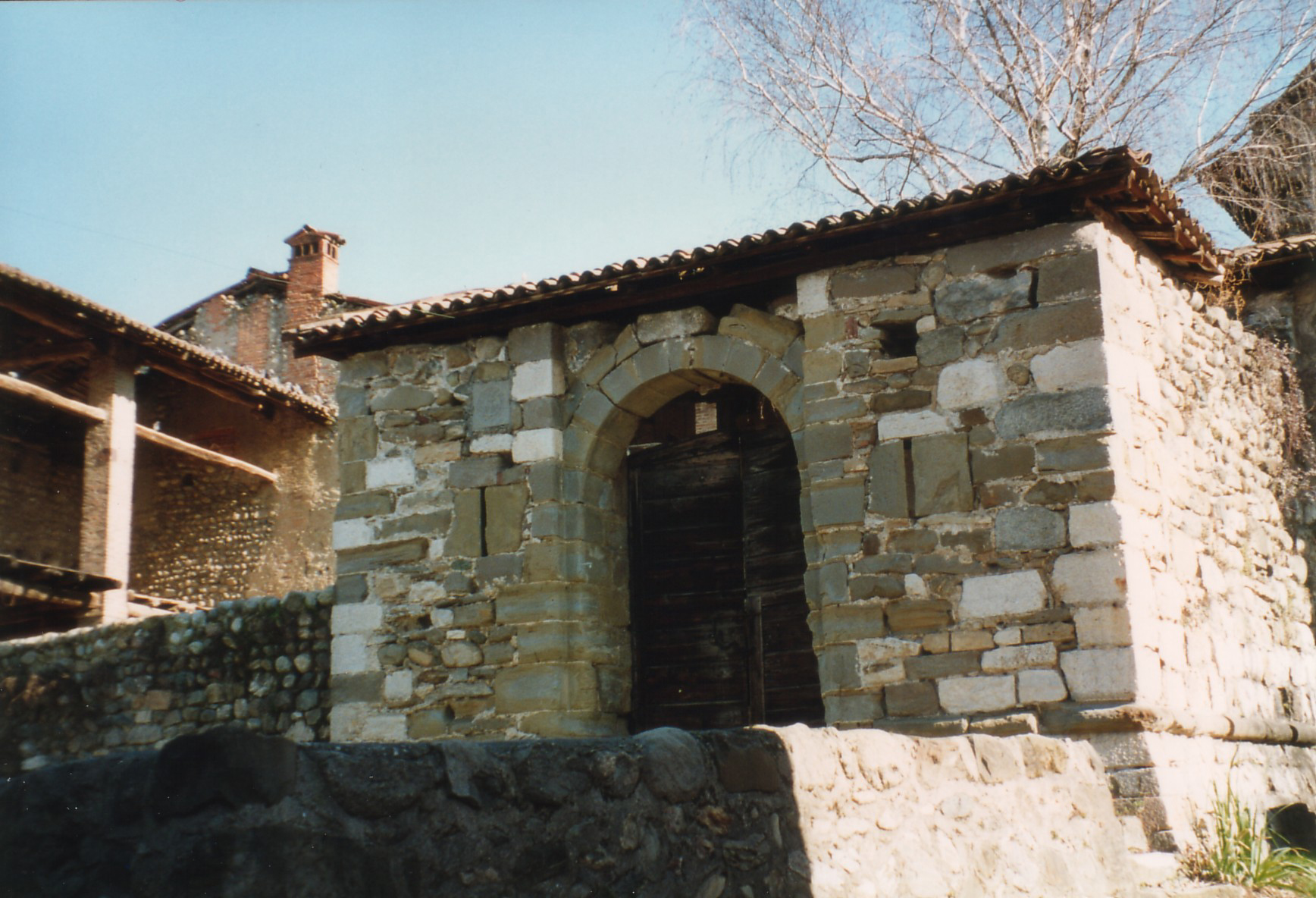
Resti del castello Colleoni a Solza (BG)

Di stirpe longobarda, figlio di Paolo o Poho, e Riccadonna Saiguini de' Vavassori di Medolago, apparteneva alla nobiltà cittadina, come indicava la sua arma araldica, che è del genere delle armi parlanti, cioè di quelle che rappresentano graficamente il cognome. Si hanno notizie storiche della sua famiglia fin dalla seconda metà dell'XI secolo con un Gisalbertus Attonis, figlio di un Attone della famiglia Suardi, appartenente alla gens nova che incominciava a imporsi sulla declinante società feudale.
Erano giudici e notai, di sicura fede ghibellina per quasi tutto il XIII secolo, mentre successivamente diventò incerta la loro appartenenza politica in quanto erano sempre più attenti ad appoggiare una parte anziché un'altra secondo le proprie convenienze del momento. Questo Gisalberto, che può essere considerato il capostipite della famiglia Colleoni, viene indicato per la prima volta con l'appellativo che sarà proprio della famiglia: Colione. Appare già ben inserito in una Bergamo, che come tutte le comunità dell'epoca, partecipava, tra il XI e il XII secolo, a quel movimento sociopolitico che vide il prevalere del comune sul feudo, il prevalere della nuova società, la borghesia, sulla società feudale.

#### Bergamo
Fino alla prima metà del XII secolo Bergamo era governata dai Conti Gisalbertini in un regime del tutto feudale, ma la gens nova scalpitava e nel 1168 il comune bandì i Conti che furono, così, costretti ad allontanarsi portandosi dietro quel mondo che ormai stava per sparire.
Nella nuova situazione si evidenziarono due famiglie, spesso imparentate tra di loro ma anche a seconda delle circostanza nemiche: quella dei Suardi e quella dei Colleoni. Esse ricoprirono incarichi pubblici e dignità ecclesiastiche, ma la loro azione si svolse sempre nell'ambito bergamasco. Solo con Bartolomeo la famiglia Colleoni avrebbe assunto rilevanza italiana e internazionale.
I Suardi e i Colleoni si fecero valere presto, parteggiando, anche in contrasto tra di loro, per opposte fazioni. Le contingenze politiche del momento videro queste due famiglie spesso su fronti opposti, alternando periodi di pace a periodi di scontri, ma accrescendo sempre ricchezza e potere.
Alla fine fu Bartolomeo Colleoni ad oscurare gli altri e ad imporsi, forte della gloria e della ricchezza accumulata sui campi di battaglia, come condottiero di Venezia prima, di Milano poi, e infine ancora di Venezia, al cui servizio terminò la propria carriera.

#### Gisalberto, il capostipite

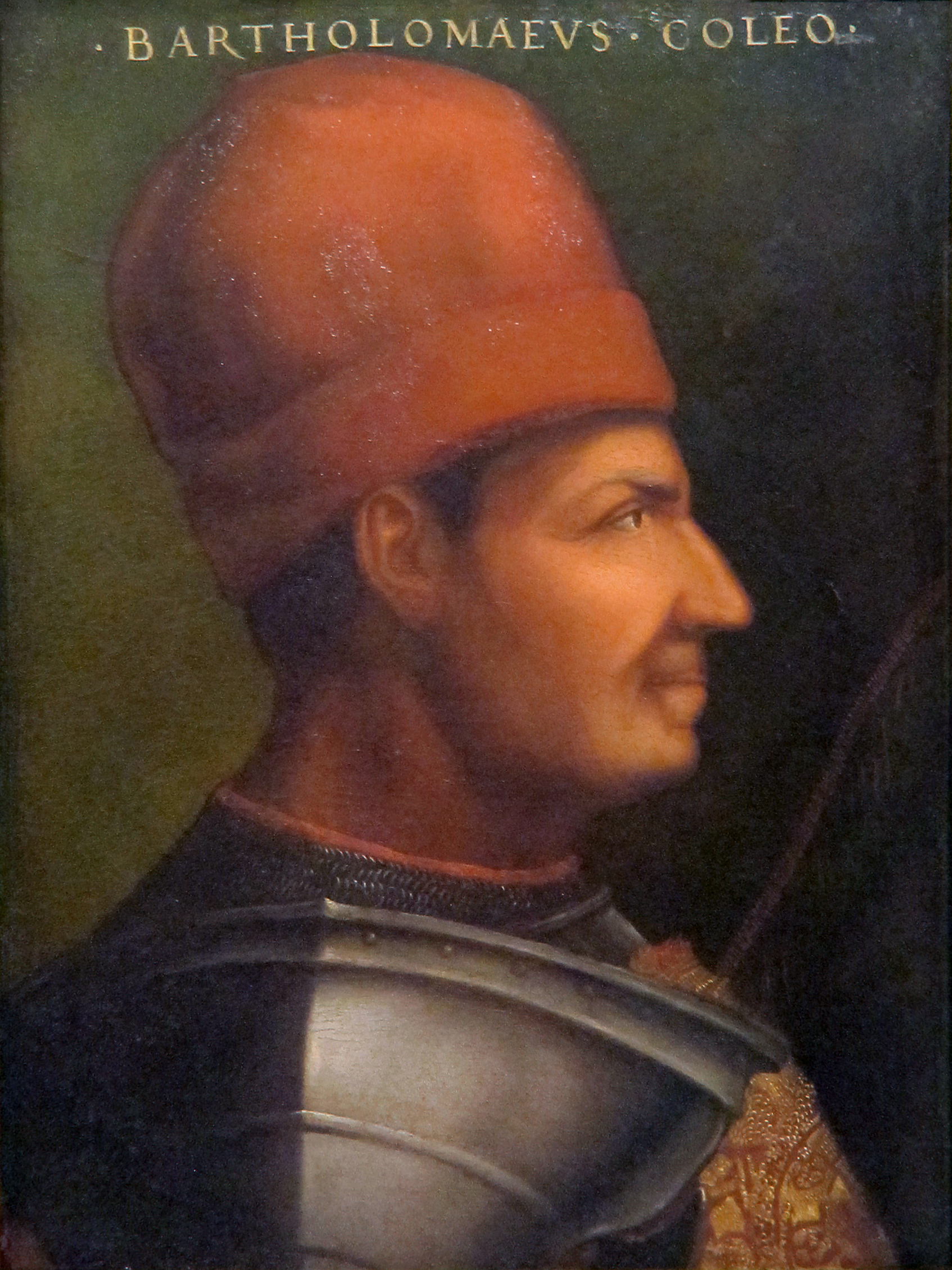
Ritratto del Colleoni nella Serie gioviana (ante 1568)

Gisalberto, che si considera il capostipite, fu attivo nella compravendita e scambi di terreni, ma anche nella brachania, e ciò lo faceva rientrare nel ceto dei negotiatores; fu attivo anche nel settore pubblico, infatti nel 1117 fu console di Bergamo.
È certo che i Colleoni avevano acquisito un ingente patrimonio immobiliare che spaziava dalla Valle Brembana all'Isola Bergamasca e che comprendeva fra l'altro l'importante posizione strategica del castrum di Baccanello di Calusco, distrutto nel 1298 dai ghibellini quando apparteneva ancora ai Colleoni.
I rapporti con la chiesa di Bergamo erano molto solidi e di lunga data: se ne ha notizia certa fin dal 1126 quando Gisalberto Colleoni e Pietro del Brolo, prevosto di Sant'Alessandro, comperarono dei terreni.

I rapporti con la chiesa venivano coltivati assiduamente da Gisalberto, come dimostrano diversi atti di compravendita e di scambi di terreni, e dai suoi discendenti che avranno con la Chiesa un rapporto privilegiato. Godevano anche di privilegi imperiali quale quello di appello concesso da Federico II a un Colleoni: 
(Spino P., Istoria della vita, e fatti dell'accellentissimo capitano di guerra Bartolomeo Colleoni)

#### Il patrimonio familiare
Il patrimonio immobiliare dei Colleoni si consolidò specialmente nell'Isola Bergamasca, in quella parte del territorio inclusa tra il fiume Brembo e il fiume Adda la cui posizione strategica ne aumentava l'importanza e la funzione politica.
Partendo da questo territorio Paolo Colleoni, padre di Bartolomeo, con alcuni parenti, occupò in maniera fortunosa il castello di Trezzo sull'Adda, impadronendosene il 23 ottobre 1404 e facendone una base per scorrerie nei territori circostanti. Questo territorio costituì, di fatto, un piccolo stato indipendente che fronteggiò per parecchi anni e con fortuna i Signori di Milano e la nuova signoria di Pandolfo Malatesta.
Il castello di Trezzo, situato sulla sponda milanese dell'Adda e vicino alla sua confluenza con il Brembo, era stato costruito da Bernabò Visconti e aveva una grande importanza strategica in quanto controllava una delle vie di accesso al Ducato di Milano. Era lo stesso castello possente e maestoso dove Bernabò Visconti fu imprigionato, per opera del nipote Gian Galeazzo Visconti, che con l'aiuto di Jacopo Dal Verme lo fece prigioniero in una vera e propria congiura e imboscata, e dove morì il 18 dicembre 1385, forse ucciso per ordine del nipote stesso.

#### La guerra familiare

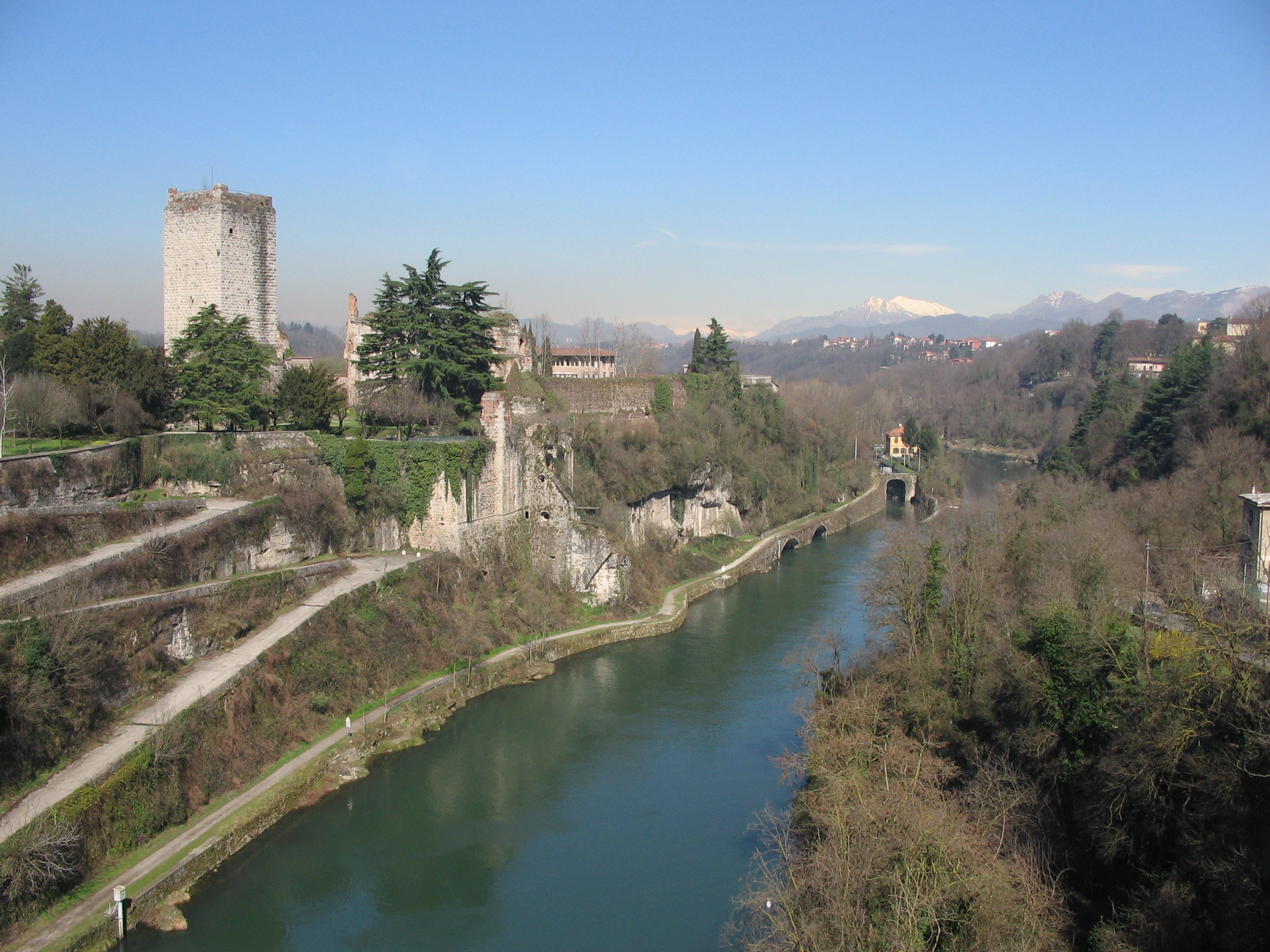
Resti del castello di Trezzo

La conquista del castello di Trezzo sull'Adda segnò l'infanzia di Bartolomeo in quanto il padre Paolo, che vi prese parte e che per liberalità avrebbe associato al potere i parenti che parteciparono all'impresa, sarebbe poi stato ucciso da questi ultimi. Qui il racconto si intreccia con la leggenda costruita a maggior gloria di Bartolomeo.
È chiaro il tentativo dei suoi apologeti, e particolarmente del Cornazzano, di rendere da un lato più importante il contributo del padre nell'azione di conquista nonché la sua munificenza per avere associato al potere alcuni parenti e al contempo la perfidia e l'ingratitudine di questi ultimi che non solo lo uccidono, per usurparne il potere, ma ne imprigionano la moglie gettando in grosse difficoltà il giovinetto Bartolomeo: quanta maggiore è la gloria se le basi di partenza per la sua conquista sono molto basse.
La conquista del castello di Trezzo avvenne per opera dei cugini Colleoni ma non vi è certezza storica del ruolo svolto da Paolo, il padre di Bartolomeo. Vi fu compartecipazione nella gestione del potere ma essa va fatta risalire, più propriamente, al tradizionale organamento agnatizio piuttosto che alla generosità del Paolo. Due erano, quindi, i rami colleoneschi che reggevano Trezzo e fra essi assunsero la preminenza i cugini Giovanni, figlio di Guardinus de' Collionibus e il cugino Paolo figlio di Guidotus de' Collionibus. Si deve, tuttavia, rilevare una certa preminenza di Giovanni dal fatto che, nei documenti in cui era presente, la sua firma precedeva quella degli altri ivi compreso lo stesso Paolo.

È verosimile che tra i due rami siano nate delle rivalità e che in queste soccombesse Paolo, ma non è altrettanto vero che sua moglie e il figlio Bartolomeo siano stati gettati in miseria o in difficoltà economiche. Esistono, infatti, diversi atti di disposizioni patrimoniali che provano il contrario. L'affermazione del Corio: 
()
va presa in senso ampio e d'altra parte altri documenti fanno dubitare della stessa uccisione di Paolo. Un contributo alle incertezze è dato dal fatto che la fama raggiunta da Bartolomeo Colleoni fu abbastanza tarda, così degli avvenimenti narrati dai suoi biografi non vi era un ricordo certo, il che faceva aggio al desiderio di magnificare il condottiero, di esaltarne le origini e le conseguenti virtù circondandole di quell'aura di mito che la leggenda e la compiacenza esigevano.
Il periodo della conquista di Trezzo era quello della reggenza del Ducato di Milano da parte di Caterina Visconti e della signoria di Giovanni Maria Visconti, caratterizzato da torbidi politici e dalla debolezza del potere locale, situazioni di cui seppero approfittare i Colleoni al pari di altri.
Il Cornazzano nella sua opera cercò di sottrarre i Colleoni dal numero di coloro che si gettarono come iene sul cadavere del Ducato, lacerandolo a brani e soprattutto di sottolineare la vocazione antiviscontea e antitirannica, quasi un'eredità morale, della diretta ascendenza di Bartolomeo.

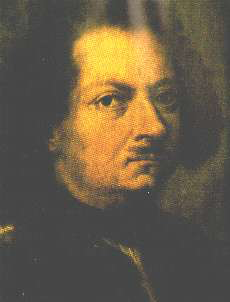
Facino Cane

I Colleoni, che avevano resistito con successo a Facino Cane e a Jacopo Dal Verme, persero il castello di Trezzo il 2 gennaio 1417 per opera del Carmagnola ottenendo peraltro condizioni onorevoli e una considerevole somma di denaro.
Questo era lo scenario da cui partì il giovane Bartolomeo Colleoni per quell'avventura che, seppure tardi, lo portò all'apice di quella carriera militare che, tra luci e ombre, gli diede grande fama e ricchezza anche se non una Signoria personale.
La sua ambizione era il comando generale dell'esercito veneziano e questo gli verrà affidato il 2 giugno 1455, solo alla fine della sua carriera.

#### Il nome

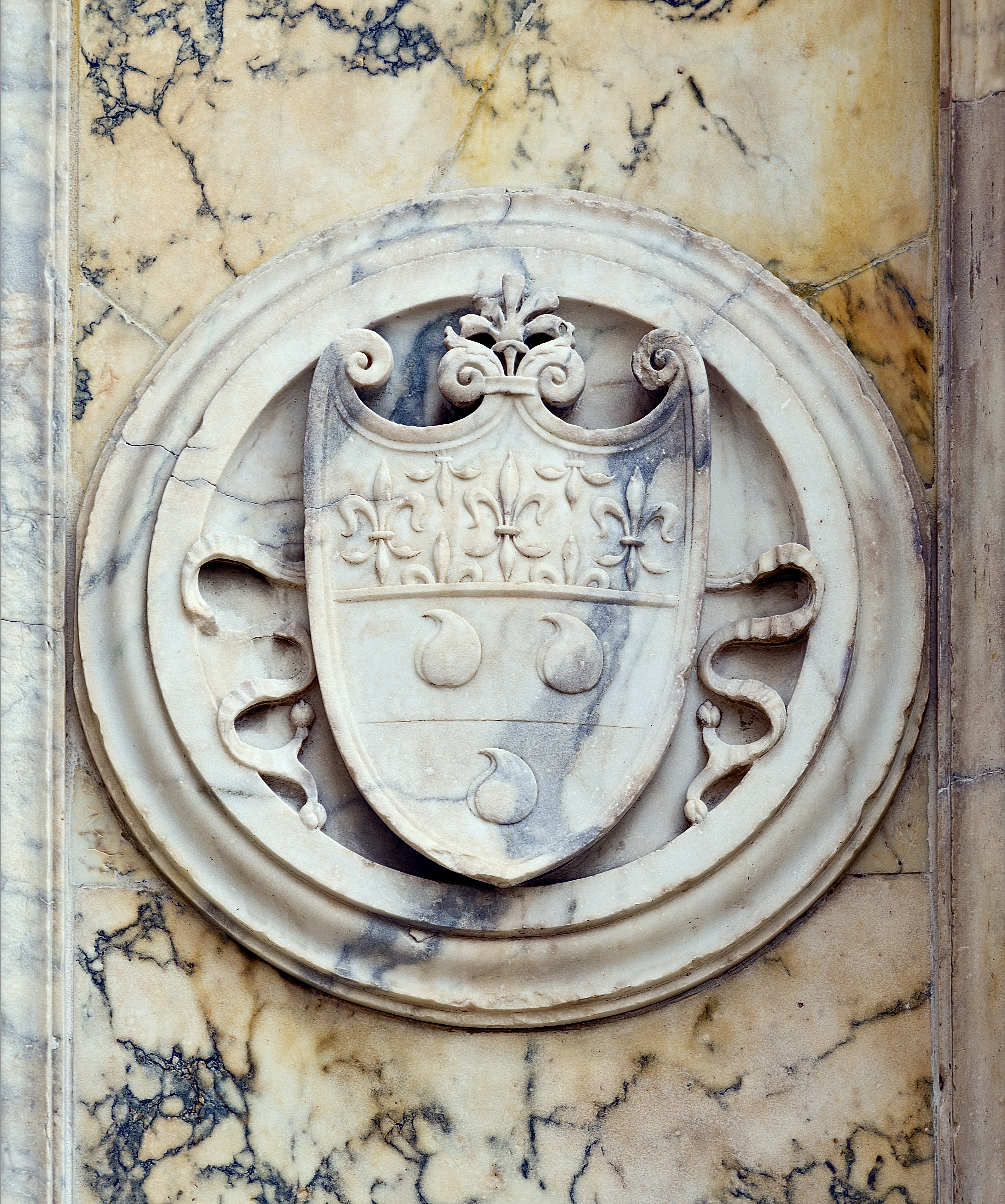
Stemma del Colleoni con le insegne angioine

È appena il caso di accennare all'orgoglio che Bartolomeo dimostrò nell'uso del proprio patronimico Coglione. Solo alcuni suoi apologeti, più tardi, cercheranno di dargli un significato diverso da quello letterale, ipotizzando una derivazione mitologica del tipo cum lione o caput leonis, da cui per sintesi fonetica si sarebbe arrivato a Colleoni, smentendo così tutti i documenti ufficiali dove fu sempre usato il termine Coleus, vale a dire Coglione. Il nome della famiglia e il blasone non derivano da lui. Il nome risulta attestato nel 1123 d.C. ed era attribuito al capostipite della famiglia, Gisalbertus Attonis detto "Il Colione", figlio del notaio Attone (1044-1081), che discendeva da un ramo della famiglia Suardi, e che nel 1123 risulta console di Bergamo.

Il condottiero era talmente orgoglioso del proprio cognome da farne il temuto grido di guerra Coglia, Coglia, cioè Coglioni, Coglioni e da continuare a rappresentarli, con realismo, nel suo stemma anche quando gli fu concesso di aggiungervi i gigli d'oro dello stemma dei d'Angiò e le fasce di Borgogna. Era il condottiero stesso che precisava in un atto pubblico che la sua arme gentilizia era quella che esibiva: 
 che, araldicamente, vuol dire: troncato d'argento e di rosso a tre paia di coglioni, dall'uno all'altro.
Bartolomeo usava il proprio nome e il proprio stemma con naturalezza e orgoglio, tanto da farlo rappresentare in bassorilievo persino sul sarcofago della figlia Medea.
Secondo alcuni vecchi autori, Bartolomeo Colleoni era affetto dalla patologia nota come poliorchidismo, ossia la presenza di un testicolo soprannumerario, secondo altri ciò fa sicuramente parte della leggenda, visto che Bartolomeo di questa anomalia non ebbe mai a vantarsi. Già nel Trecento, ben prima della nascita di Bartolomeo, lo stemma della famiglia, raffigurava tre paia di testicoli e a Milano lo ritroviamo sulla tomba di Margherita Colleoni, figlia di Nicola, moglie di Gian Giacomo Trivulzio.

### Il condottiero

Impresa delle teste di leone, donata dalla regina Giovanna II d’Angiò

Bartolomeo Colleoni iniziò la sua carriera militare, come scudiero, all'età di 14/15 anni presso Filippo Arcelli, signore di Piacenza. Nel 1424 era, al servizio del condottiero Jacopo Caldora, al comando di una squadra di 20 cavalieri. Con il Caldora entrò nella corte di Giovanna II di Napoli; partecipò alla guerra dell'Aquila del 1424 contro Braccio da Montone, che venne sconfitto e rimase ucciso. Tra il 1428 e il 1430 si distinse nell'assedio di Bologna, sotto le insegne del Caldora, per Papa Martino V.
La guerra cominciò a dare i suoi frutti, il suo nome si diffuse e la sua fama crebbe tanto da essere notato da Venezia.
Iniziò così un lungo rapporto che, tra alti e bassi, segnò la sua vita e gli diede alla fine quella fama di condottiero tanto ricercata oltre alla connessa ricchezza.
Fu un rapporto, a volte di odio/amore, che vide sempre nel Colleoni una pulsione verso la Serenissima, pulsione ampliata dalla ricerca di riconoscimenti della propria capacità bellica e anche dalla gratitudine per quanto di onori e ricchezze la Repubblica gli darà, non ultimo quell'anelato monumento equestre da erigersi in piazza San Marco.
Venezia, ben attenta a evitare il culto della personalità dei propri condottieri, onorò solo in parte questo desiderio, che diverrà un onere testamentario: eresse, infatti, il Monumento equestre a Bartolomeo Colleoni, a spese degli eredi del Colleoni, furbescamente in un'altra piazza meno prestigiosa che presentava un riferimento al toponimo San Marco, Campo Santi Giovanni e Paolo (San Zanipolo) dove ha sede la Scuola Grande di San Marco.
La storia d'Italia entrava in una nuova fase, con conseguenze anche sulle attività militari; si sviluppava la tendenza alla costituzione di eserciti sempre più stabili e di strutture militari permanenti con relative amministrazioni burocratiche: era l'alba degli eserciti moderni.

#### Al servizio della Repubblica di Venezia
Nel 1431 era al servizio della Repubblica di Venezia sotto il comando del Carmagnola, di cui era luogotenente: iniziava quel rapporto con Venezia che alla fine coronò con il comando generale e lo rese ricchissimo. Fu un lungo rapporto a volte travagliato da diffidenze e incomprensioni reciproche ma sempre mantenuto in alveo militare con poche concessioni alla politica.
Il condottiero contemporaneo che con le sue conquiste lo metteva in ombra, relegandolo quasi tra i minori, era Francesco Sforza, il quale, conquistato il Ducato di Milano, creò una dinastia regnante anche se di durata limitata, cosa questa che il nostro non riuscì a fare: Bartolomeo sognò sempre la gloriosa impresa, ma non riuscirà a compierla.

#### Agli ordini del Carmagnola
Al comando del Carmagnola, sempre al servizio della Serenissima, partecipò attivamente alla guerra tra Venezia e Milano distinguendosi nell'attacco a Cremona del 17 ottobre 1431 che fu, invece, fatale per il suo comandante.
Il Carmagnola era un grande e famoso condottiero dalle origini umili: era un pastore che riuscì con il coraggio e ancor più con l'ingegno a scalare velocemente tutti gradini della carriera militare, tanto da aiutare Filippo Maria Visconti alla riconquista del Ducato di Milano e da essere elevato, dallo stesso, al casato Visconti, tramite un matrimonio e alla contea di Castelnuovo.
La sua fu una carriera emblematica che trasformò un uomo altrimenti destinato alla pastorizia, trasportandolo su un piano inimmaginabile: nel suo stemma il biscione visconteo e l'aquila imperiale sostituirono i tre capretti che ne testimoniavano l'umile origine, di cui peraltro si vantava.
Il Carmagnola fu uno dei pochi condottieri che riuscì sconfiggere a Bellinzona nel 1422 il famigerato quadrato svizzero, utilizzando una tattica particolare: non scagliò, come di consueto, la cavalleria contro la formazione svizzera, chiusa ad istrice, ma una volta a ridosso della stessa fece smontare i cavalieri per l'attacco finale, questi diventati fanti corazzati inattaccabili fecero strage degli svizzeri. Fu altra gloria che si aggiunse a quella già acquisita e che suscitò quelle gelosie che lo allontanarono dal Visconti per portarlo al servizio di Venezia contro il Visconti stesso.

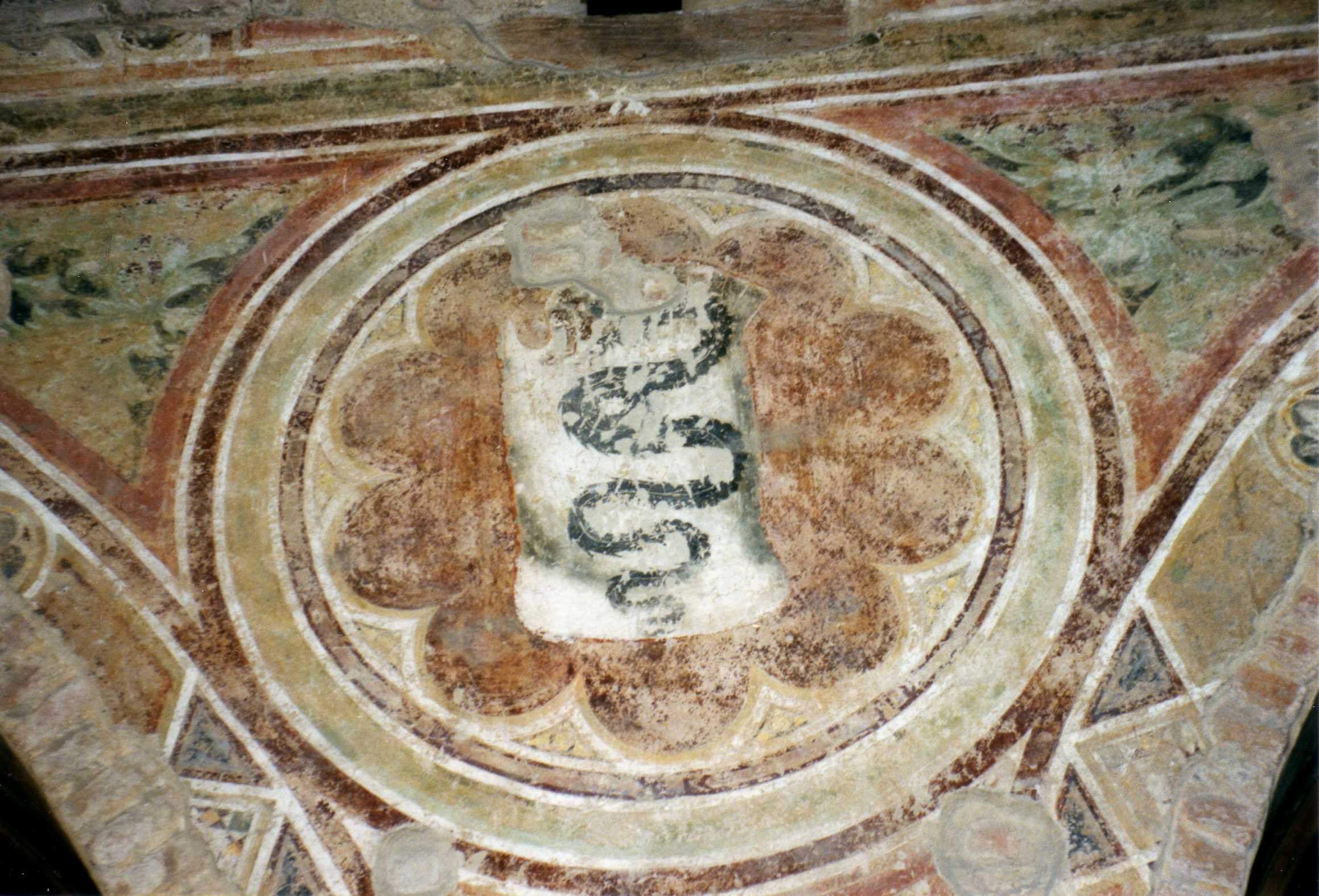
Biscione visconteo

Il rapporto del Carmagnola con Venezia fu, tuttavia, difficile: la Serenissima lo aveva assunto ma ne diffidava per il suo precedente rapporto con il Visconti, diffidenza peraltro alimentata da una condotta militare che agli occhi del Senato veneziano appariva indecisa, forse titubante. I sospetti di tradimento divennero certezza quando il Carmagnola intervenne tardivamente nell'attacco a Cremona, vanificando gli sforzi del Colleoni e determinando così il fallimento dell'attacco stesso: 
L'esito sfortunato dell'attacco a Cremona fruttò al Carmagnola la decapitazione e al Colleoni lodi e una promozione.
La carriera nel Colleoni fu tanto lenta e sommessa quanto quella Carmagnola fu veloce e sfolgorante, ma mentre il primo morì ottuagenario e di morte naturale nel suo letto, carico di gloria e di ricchezza, il secondo perse, a cinquant'anni, la testa assieme alla gloria.

#### Incomprensioni a Venezia
Venezia riconobbe l'impegno e il coraggio profuso dal Colleoni nel fallito attacco a Cremona e oltre a dargli il comando di altri ottanta soldati a cavallo gli concesse il feudo di Bottanuco. Fu l'inizio del consolidamento patrimoniale del Colleoni, ma anche di un periodo di delusioni e di incomprensioni nel rapporto con la Serenissima.
I suoi meriti militari erano indiscussi, ma non riconosciuti come avrebbe voluto: nel crescendo degli incarichi che gli vennero affidati non riuscì ad ottenere dal Senato veneziano quello di capitano generale che venne affidato a Gianfrancesco Gonzaga. Rimase ancora un capitano di rango inferiore, nonostante che nelle campagne della Valtellina e della Valcamonica, rispettivamente del 1432 e del 1433 nell'ambito delle lunghe vicende belliche tra Venezia e Milano, si distinguesse come uno specialista della guerra di montagna.
Nel 1432 sotto il provveditore veneziano Giorgio Corner partecipò alla battaglia di Delebio in cui la Repubblica di Venezia venne sconfitta dalle truppe viscontee guidate da Niccolò Piccinino; fu uno dei pochi capitani veneziani a sfuggire alla cattura.

#### Il matrimonio

Stemma dei Martinengo-Colleoni

Questi furono anni di delusioni per la mancata nomina al comando generale ma anni che, al tempo stesso, gli offrirono, dopo la pace di Ferrara del 1433, un periodo di calma e di sosta nella sua frenetica attività bellica. Fu in questo periodo che si ritirò nelle sue terre bergamasche e sposò Tisbe Martinengo, appartenente ad una delle famiglie più importanti della nobiltà bresciana, figlia di Leonardo Martinengo (1360-1439), comandante dell'esercito veneto. Con Tisbe e le figlie nate dal matrimonio con essa il Colleoni risiedette nel borgo di Martinengo (BG) nella Casa del Capitano, una sorta di castelletto inglobato nelle mura di quella città della Bassa bergamasca, capitale del suo piccolo dominio personale che comprendeva altri centri come Urgnano, Romano e Malpaga, sua residenza di rappresentanza.
Il matrimonio, che comportava un'alleanza tra le due famiglie, fu di grande rilevanza perché lo proiettò in un ambito sociale, militare e geografico più ampio ed elevato: i Martinengo costituivano, infatti, un consorzio parentale particolarmente ricco e potente sia politicamente che militarmente, con grandi possedimenti a Martinengo, città bergamasca dove costituì la sua residenza famigliare e dove lasciò insigni monumenti, a Brescia e in Val Camonica. Si ampliava così la sua sfera d'influenza e di interessi, oltre che il prestigio e la rete di relazioni socio-militari.

#### Il periodo 1437-1441

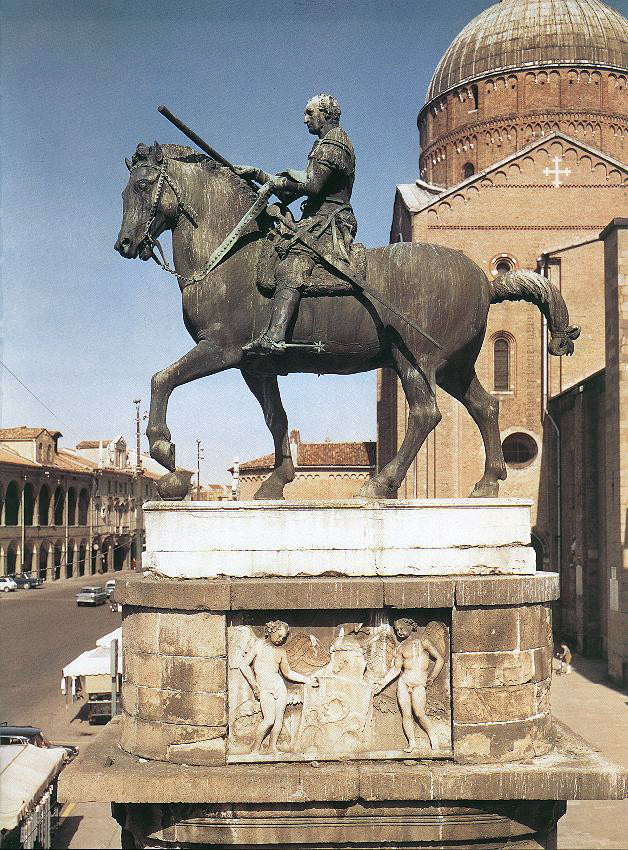
Donatello, statua equestre del Gattamelata a Padova

Dopo questa breve parentesi, al riprendere della guerra tra Venezia e Milano, nel 1437, questa volta sotto il comando di Gianfrancesco Gonzaga, partecipò nuovamente alla guerra fra Venezia e Milano, sempre dalla parte della Serenissima.
Era ancora gerarchicamente sotto qualcuno, continuava ad essere un secondo anche con il Gattamelata e Niccolò da Tolentino; il suo comando ora era su 300 lance ma la sua responsabilità era limitata: si potrebbe dire a mezzo servizio.
Nel 1438 difese validamente la sua Bergamo dall'attacco di Niccolò Piccinino, capitano generale di Filippo Maria Visconti, mentre il suo comandante Gonzaga si ritirava oltre l'Oglio lasciando campo libero al Visconteo. La ritirata del Gonzaga non si svolse in maniera tranquilla ma assunse il carattere di una rotta, come confermano tutte le fonti sia di parte milanese che veneziana.
La condotta del Gonzaga lasciò perplessi anche i suoi collaboratori tra i quali cominciava serpeggiare il sospetto di tradimento. Lo stesso Gonzaga rifiutò il rinnovo dell'incarico alla scadenza della ferma e passò al Visconti.

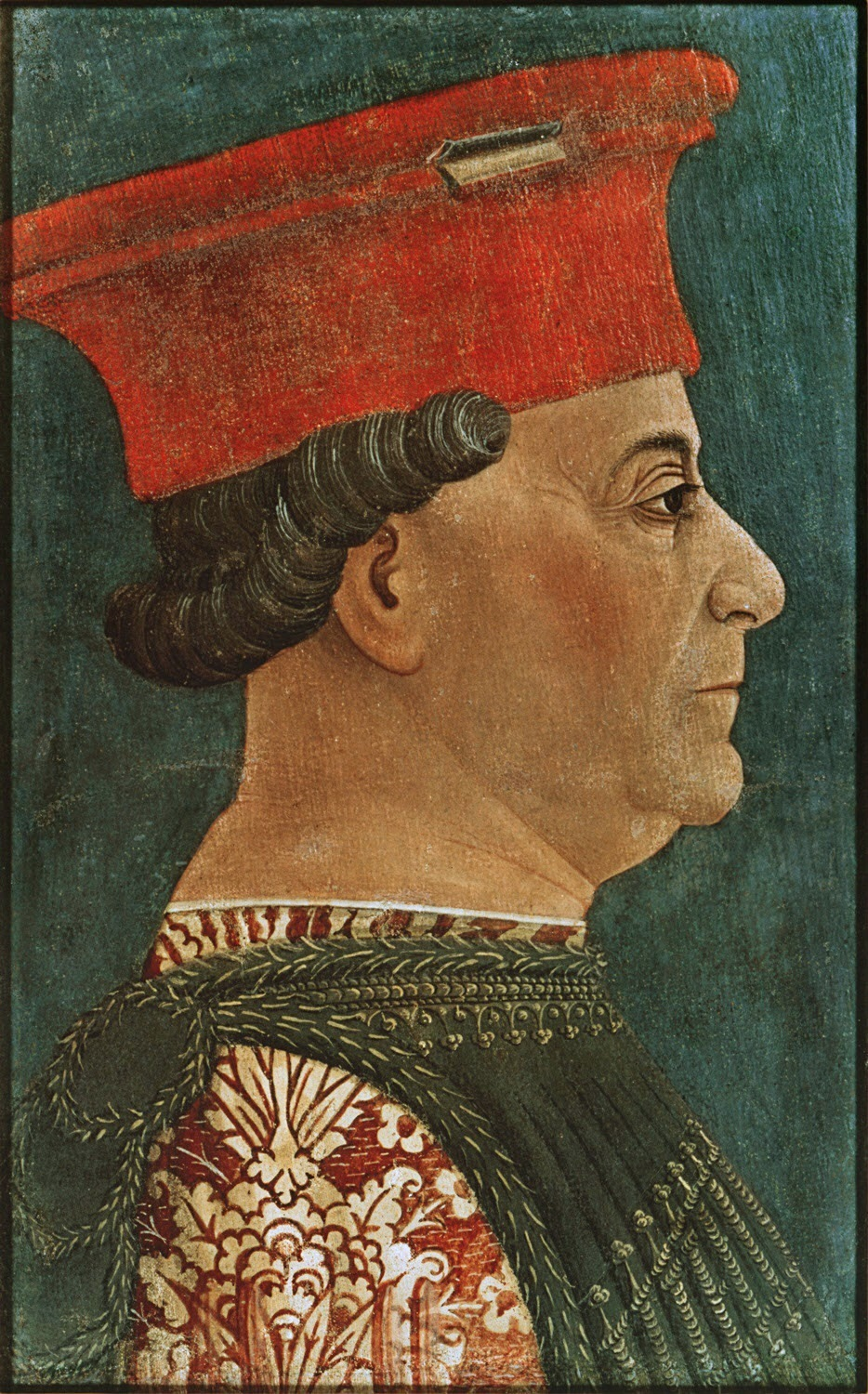
Francesco Sforza

Anche questa fu un'occasione mancata per Bartolomeo, verrà infatti nominato governatore dell'esercito veneziano il Gattamelata, governatore e non capitano generale in quanto il Senato veneziano intendeva riservare questa carica a Francesco Sforza, vir strenuus atque impiger rei militari.
Fu di questo periodo un episodio bellico che verrà ricordato a lungo come un'impresa leggendaria per la sua originalità, per la difficoltà d'attuazione e per la fantasia di chi lo propose oltre che per l'audacia di chi la attuò.
Brescia era stretta dal Piccinino in un pesante assedio e si trovava in gravi difficoltà con il rischio di doversi arrendere ai Viscontei, non potendo sostenere né i propri abitanti né i soldati veneziani. Si arrivò, così, alla decisione di lasciare un presidio a difesa della città e di ritirare l'esercito per riservarlo alla battaglia in campo aperto.
Dopo un tentativo fallito, il 24 settembre con un'ardita sortita attraverso l'unica via lasciata sguarnita dagli assedianti, i monti, il Gattamelata riuscì a svincolarsi.
Si trattò effettivamente di un'impresa molto difficile e ardimentosa, ritenuta un esempio di virtuosismo alpinistico della guerra 1438/1442, la più bella e complessa forse tra le guerre dei condottieri.
Nel 1441 firmò con Venezia una condotta particolarmente vantaggiosa e ricca con cui ottenne, fra l'altro, i feudi di Romano, Covo e Antegnate. Era il periodo che vedeva protagonisti Filippo Maria Visconti e Venezia, e il Colleoni si mise in mostra in uno scenario militare in cui primeggiavano il Piccinino e lo Sforza.

#### Al servizio dei Visconti

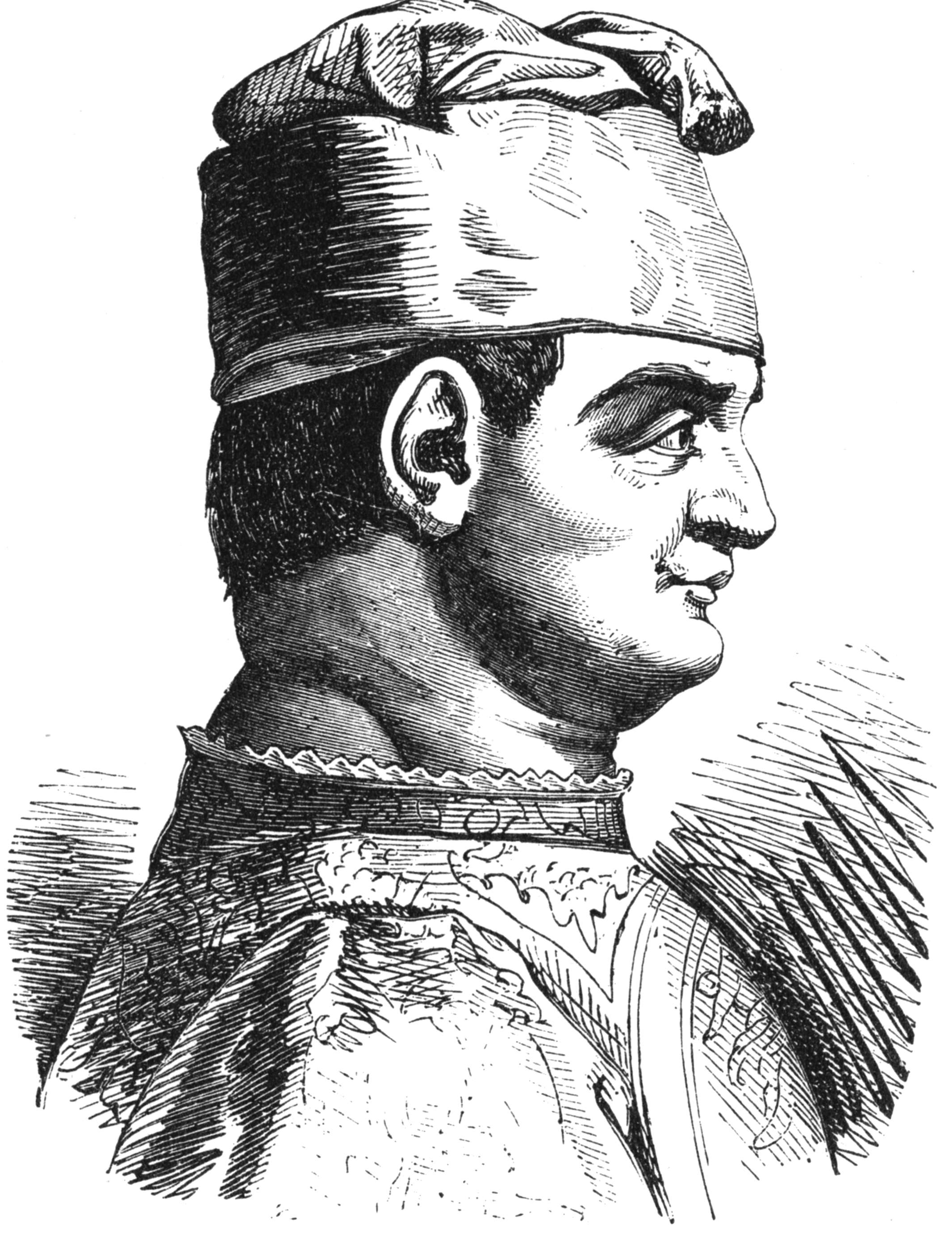
Filippo Maria Visconti.

Con la Pace di Cavriana del 1441, voluta dal Visconti, i rapporti con Venezia entrarono in crisi e alla scadenza della condotta il Colleoni passò al servizio del Visconti che gli offrì un castello a Milano, il comando di 1 500 lance e donò a sua moglie Tisbe il Castello di Adorno assieme a numerosi gioielli.
Il servizio presso il Visconti, tuttavia, fu travagliato per i suoi rapporti tumultuosi col Piccinino, di cui era il vice e cominciò con la sconfitta del Colleoni nel marzo del 1443  per opera delle forze della Val d'Aveto e della Val Nure dove il duca di Milano lo aveva inviato per riscuotere le imposte e da dove dovette ritirarsi dopo solo tre giorni avendo subito numerose perdite.
Nel 1446 venne, quindi, accusato di connivenza con il nemico e imprigionato per un anno ai Forni di Monza.
Fuggì dal carcere dopo la morte del Visconti, avvenuta il 13 agosto 1447, passando alla neonata Repubblica Ambrosiana chiamato da Francesco Sforza, al momento Capitano Generale della Repubblica stessa.
In questo periodo, 1447-49, Bartolomeo Colleoni compì un'azione militare importantissima durante l'assedio del castello di Bosco Marengo condotto dalle truppe francesi del duca di Orléans.
Con un'azione fulminea e micidiale sterminò, dopo averla aggirata, la cavalleria di Rinaldo di Dresnay. Si contarono 1 500 morti e moltissimi prigionieri francesi, tra cui lo stesso Rinaldo, che gli resero un riscatto di 14 000 corone. Ripeté l'azione nell'aprile del 1449 prima a Romagnano Sesia e poi a Borgomanero contro le truppe del Duca di Savoia, riportando così in poco tempo tre vittorie complete che condurranno alla tregua tra Ducato di Milano e Ducato di Savoia.
In questa azione il Colleoni non usò la consueta tattica defatigatoria di ripetuti attacchi, ma lanciò tutte le sue forze in una carica travolgente che sorprese e sconfisse i francesi.
Le battaglie di Bosco Marengo, Romagnano e Borgomanero gli diedero una grande fama internazionale: ormai faceva parte dell'empireo dei più grandi condottieri, tanto che Carlo il Temerario di Borgogna cercò di assicurarsene il servizio.

#### Sotto Gentile da Leonessa e Francesco Sforza
Il 15 giugno 1448 passò nuovamente al servizio di Venezia, firmando una condotta di 500 lance e 400 fanti.
In questo periodo si coprì di gloria, ammassando al contempo un'enorme ricchezza, ma per gli intrighi di Gentile da Leonessa dovette fuggire per evitare l'arresto ordinato dal Doge e riparare presso Francesco Sforza, ormai diventato signore di Milano, rimanendovi al servizio, 1452-53 suscitando lo sconcerto e la rabbia dei veneziani.
Il 15 febbraio 1453, con una lettera, annunciò allo Sforza le proprie dimissioni allo scadere del contratto e il 12 aprile firmò una nuova condotta con Venezia con cui i rapporti, tenuti tramite la moglie, non si erano del tutto interrotti.
Le trattative segrete per questa condotta si svolsero sotto la regia del veneziano Andrea Morosini, amico del Colleoni.

#### Il ritorno a Venezia

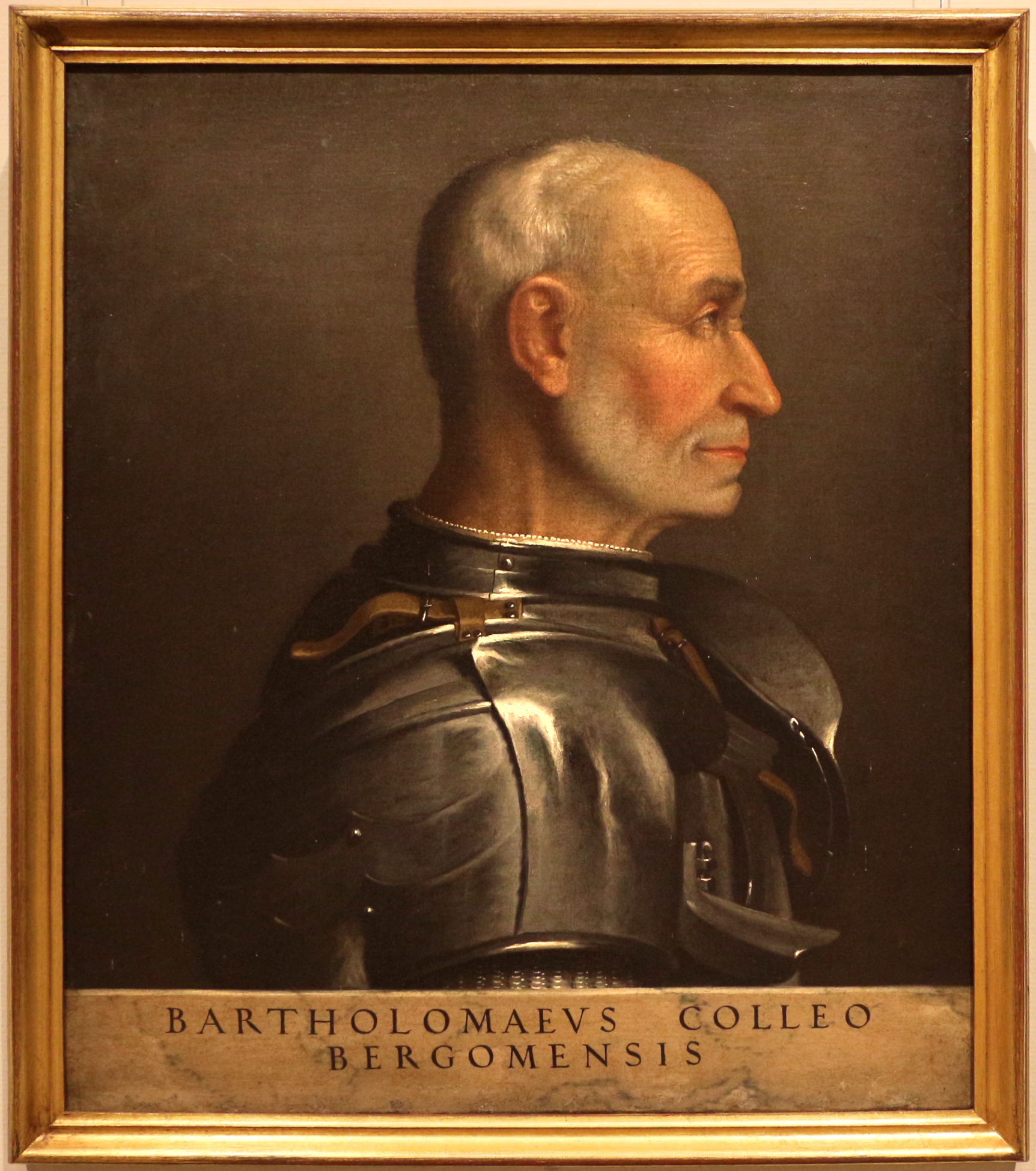
Copia del ritratto del Moroni di Bartolomeo Colleoni, 1566-69

Questo ritorno a Venezia fece gridare i milanesi, e non senza ragione, al tradimento.

Per Milano il Colleoni, passato alli servitij dé Venetiani, dimostrò un'ingratitudine che lo fece definire il 
(da Trezzo, Lettera del 4 marzo 1454 a Francesco Sforza)

Anche un anonimo veronese descrisse l'ingratitudine del Colleoni con un linguaggio molto colorito 
Ottenne da Venezia grandi riconoscimenti, venendo nominato il 10 marzo 1455 Capitano Generale della Repubblica e a capo di tutte le milizie, e anche di ordine politico: per la prima volta il Consiglio dei Dieci fu coinvolto nella trattativa e lo sarà anche successivamente.
Non si trattò del solito contratto contabile-burocratico normalmente stipulato, ma di un atto dal valore politico per la grande libertà d'azione attribuitagli, per l'importanza delle somme pattuite, 100 000 ducati, e per il prestigio riconosciutogli con la promessa di Como, Lodi e della Ghiara d'Adda, qualora fossero state conquistate, oltre alla promessa del comando generale non appena libero.
Non ci saranno più, da parte del Colleoni, quei passaggi di campo che gli valsero l'accusa non del tutto infondata di tradimento, nonostante lo stesso ribadisse che i suoi comportamenti rispettavano formalmente le clausole contrattuali.
Anche questa volta scoppiò la pace, quella di Lodi del 1454, dopo i 30 anni di guerra che, con alterne vicende, avevano caratterizzato i rapporti tra Milano e Venezia, pace che costrinse il Colleoni, sempre alla ricerca della gloriosa impresa, ad un periodo di riposo.
D'ora in avanti Bartolomeo Colleoni sarà legato a Venezia fino alla morte.

#### Incertezze a Milano e a Firenze
La morte del suo amico-nemico Francesco Sforza, nel marzo del 1466, poteva rappresentare una buona occasione per le sue ambizioni verso Milano ma la successione pacifica di Galeazzo Sforza vanificò ogni speranza.
Il 1467 poteva essere l'anno giusto: era un periodo di crisi dell'equilibrio raggiunto con la pace di Lodi, crisi aggravata dalla morte di Francesco Sforza dell'anno precedente e da quella di Cosimo de' Medici del 1464.
Firenze era squassata da torbidi ed esuli fiorentini antimedicei, capeggiati da Diotisalvi Neroni, si rivolsero con la mediazione del Duca di Ferrara Borso d'Este al Colleoni per un aiuto contro Piero de' Medici. Il Colleoni, le cui ambizioni politiche oltre che verso Milano tendevano verso la Romagna, fu entusiasta dell'idea di poter scendere nuovamente sul campo di battaglia e di inserirsi in un gioco politico militare che lo avrebbe reso arbitro della situazione. L'idea era quella di favorire una repubblica di Firenze rompendo così l'asse Milano-Firenze e assicurando a Venezia il predominio nell'Italia settentrionale.
Venezia cercò di accontentare il suo Capitano Generale in quella che riteneva ed era un'idea alquanto bizzarra, ma senza apparire formalmente, anzi pur essendogli solidale dichiarò che l'iniziativa era solo un fatto personale del Colleoni al quale, per l'occasione, non confermò l'incarico della condotta.
La conseguenza fu che i Medici si trovarono alleati il nuovo duca di Milano Galeazzo Sforza e Ferdinando I di Napoli, mentre il Colleoni rimase solo a combattere su più fronti.

#### La Battaglia della Riccardina (o della Molinella)

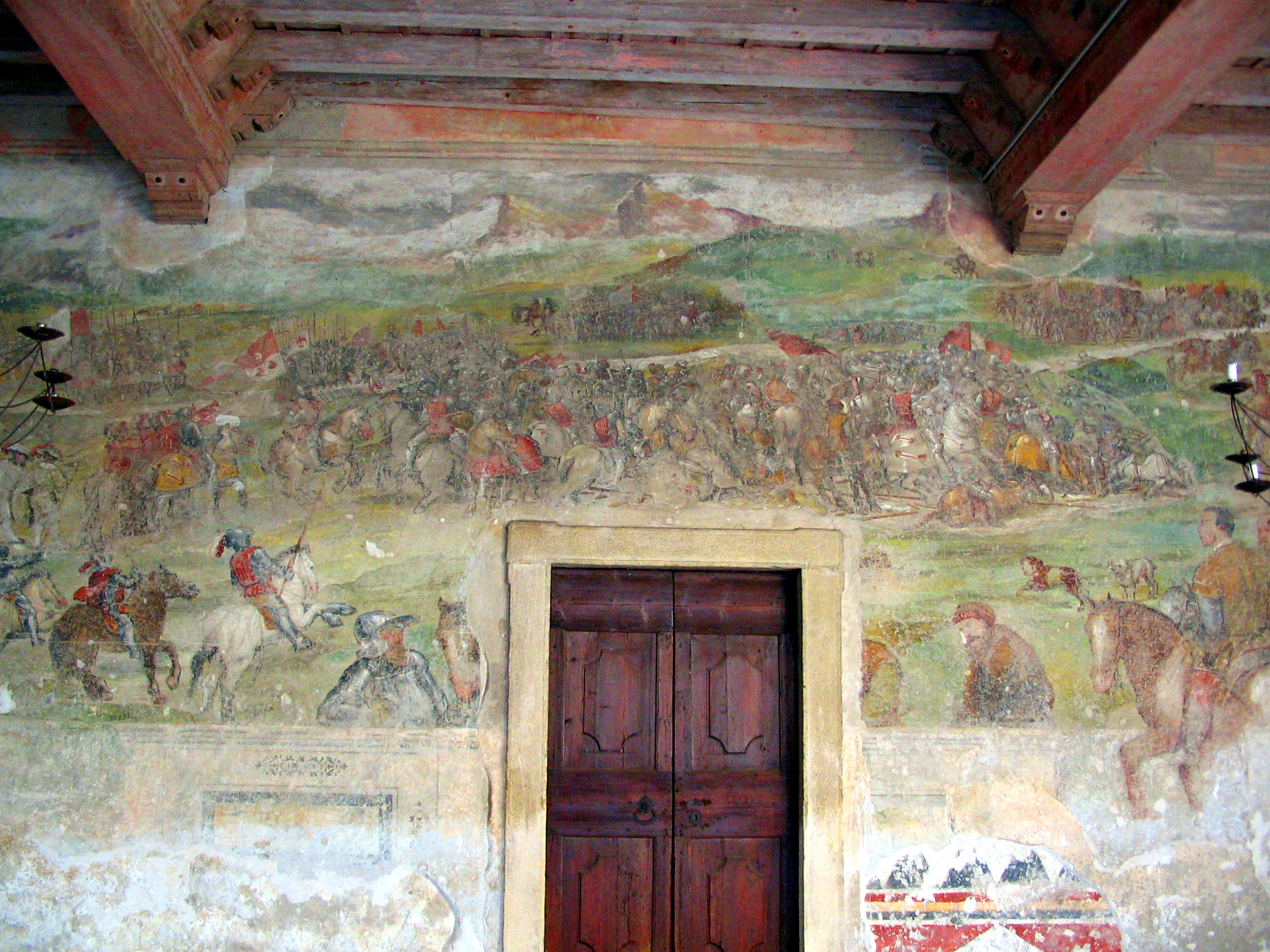
Battaglia della Riccardina, Castello di Malpaga

Ottenne alcune vittorie, anche se non riuscì ad espugnare la rocca di Castrocaro (presso Forlì), fino alla battaglia della Riccardina (detta anche della Molinella) del 25 luglio 1467.
Questa battaglia, che non ebbe vinti né vincitori, fu importante perché il Colleoni vi usò delle artiglierie, suscitando grande scandalo in quanto le armi da fuoco erano considerate contrarie alla morale e alla deontologia militare e gli valsero la taccia di barbaro e maligno.
La sopravvenuta pace, dichiarata solennemente da Papa Paolo II l'anno successivo, seppellì quella che poteva essere la gloriosa impresa tanto sognata.

#### Sogni al crepuscolo

Stemma di Renato D'Angiò dal 1453

Questi anni erano quelli in cui Bartolomeo si avviava verso la fine della sua avventura umana ed erano caratterizzati da un crescente odio nei confronti di Galeazzo Maria Sforza con il quale arrivò ai limiti della sfida personale. Inoltre, la malaria che aveva contratto nelle paludi di Molinella, lo indeboliva sempre più nel fisico.
Coltivò l'illusione del comando di una Crociata che però fallì per l'opposizione di Firenze, come quella del comando di una spedizione angioina contro gli Aragonesi di Napoli.
Fu in questa seconda occasione che Renato d'Angiò nel 1467 gli concesse di aggiungere al proprio il patronimico d'Angiò, ovvero d'Andegavia, aggiungendo così nel suo stemma i Gigli Angioini d'oro in campo azzurro con sotto i consueti testicoli colleoneschi. Di questo nuovo stemma il Colleoni era molto orgoglioso tanto da utilizzarlo ogni volta che se ne presentava l'occasione.

#### Al servizio di Carlo il Temerario

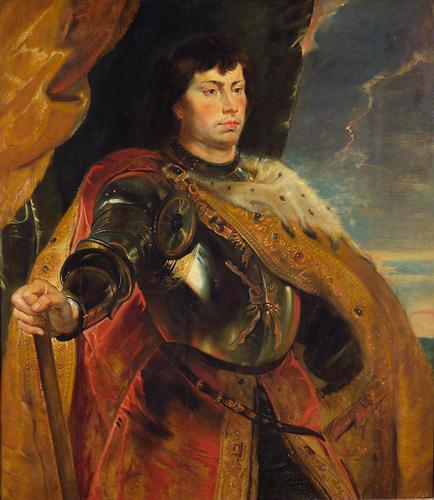
Carlo il Temerario.

Nel 1472 si presentò al Colleoni quella che fu la sua ultima opportunità per compiere la gloriosa impresa, ancora più apprezzata in quanto ai danni dell'odiato Galeazzo Maria.
Carlo il Temerario, Duca di Borgogna, scese in Italia con mire sul Ducato di Milano confidando nel favore di Venezia, la cui politica era apertamente contraria oltre che a Milano anche all'Impero e inoltre cercava vantaggiose aperture commerciali nelle Fiandre borgognone.
Il Colleoni, ormai d'Andegavia, firmò con il Borgognone una condotta ricchissima oltre che prestigiosa, che prevedeva l'assegnazione di 150 000 ducati l'anno, il comando di 1 000 lance e 1 500 fanti oltre al privilegio, concessogli nel 1473, di aggiungere al proprio stemma le Fasce di Borgogna.
Anche questa occasione finì nel nulla, agli inizi del 1474 l'avventura di Carlo il Temerario era di fatto svanita prima di iniziare.
Il Colleoni avrebbe usato raramente lo stemma con le Fasce borgognone.

### L'impegno civile

Stemma del Colleoni con le Fasce borgognone

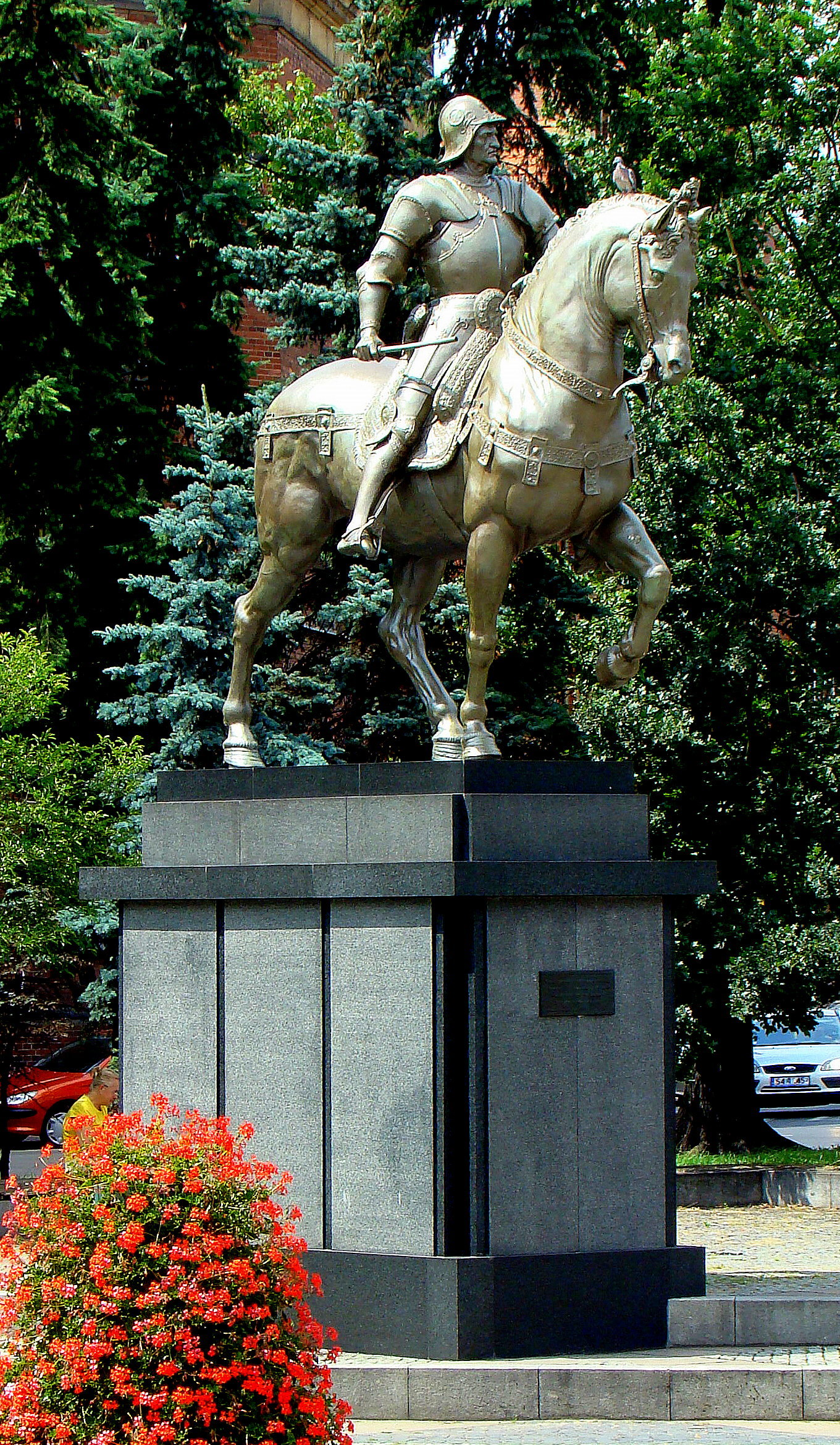
Bartolomeo Colleoni Monumento a Piazza Lotników, Stettino, Polonia.

Bartolomeo Colleoni mise in campo un notevole impegno civile, speso in favore dei ceti meno abbienti. A tal riguardo fondò il Luogo Pio della Pietà Istituto Bartolomeo Colleoni, voluto inizialmente per fornire doti alle fanciulle povere e legittime nate in territorio bergamasco, al fine di facilitarne il collocamento in legittimo matrimonio.
La fondazione dell'ente benefico venne stipulata il 19 febbraio 1466 nel Palazzo del Podestà di Bergamo alla presenza del Gran Consiglio. Questo accordo garantiva una somma di 2 000 ducati l'anno da distribuirsi per l'iniziale scopo, nonché un lungo inventario di beni che comprendeva proprietà, abitazioni, diritti giuridici, livelli perpetui, dazi e diritti sulle acque, che avrebbero dovuto essere gestiti dall'istituto per scopi caritatevoli. L'elenco includeva anche la residenza bergamasca del condottiero, che sarebbe diventata la sede dell'istituto con il nome di Casa della pietà di Bartolomeo Colleoni.
L'accordo prevedeva che il patrimonio avrebbe dovuto essere gestito da un consiglio composto da cinque persone elette dal consiglio degli anziani: di queste cinque, una doveva essere un appartenente alla famiglia Colleoni.
L'ente, tuttora esistente, opera negli ambiti di filantropia, beneficenza e promozione di iniziative storico-culturali legate alla figura del condottiero.
Bartolomeo Colleoni fu inoltre fautore di una lungimirante politica di gestione delle acque nella provincia di Bergamo. In primo luogo volle migliorare l'irrigazione delle campagne della media pianura bergamasca, principalmente quelle inscritte nei suoi possedimenti feudali. A tal riguardo ampliò canali già esistenti e ne fece costruire di nuovi, creando una fitta rete irrigua che garantiva il fabbisogno idrico ai campi dell'intera pianura compresa longitudinalmente tra il Brembo e l'Oglio e in latitudine tra la fascia pedemontana e il limite delle risorgive.
Uno dei primi interventi in ordine temporale fu l'ampliamento delle bocche di presa sul fiume Serio presso Seriate: le acque vennero incanalate in una roggia chiamata Colleonesca, utilizzata per l'irrigazione delle campagne attorno a Cavernago, borgo dove era posto il quartier generale del condottiero.
Nel 1468 stipulò un accordo con la Compagnia della Roggia Morlana, mediante il quale si impegnò ad ampliare l'intero corso della Roggia Morlana da Nembro a Verdello, in cambio della possibilità di attingere alle acque della stessa formando due canali derivati, la roggia Curna e una seconda roggia Colleonesca che si diramavano dalla principale nella città di Bergamo: la prima presso il convento dei Cappuccini, in Borgo Palazzo, la seconda in località del Casalino. Un altro intervento di notevole spessore fu l'acquisizione, avvenuta il 20 marzo 1473, della roggia Pedrenga che venne ampliata e modificata in modo significativo. Questa, che serviva la zona est della pianura bergamasca, venne rinominata roggia Borgogna in onore dell'onorificenza ricevuta per la quale il Colleoni poté fregiarsi del titolo di Duca di Borgogna.
Sua fu anche la costruzione del canale chiamato roggia Misericordia presso Fara Gera d'Adda.
Si rese inoltre promotore della ristrutturazione delle terme di Trescore Balneario, in quei tempi in stato di completo abbandono. Ottenute le concessioni dalla Repubblica di Venezia il 26 novembre 1469 le abbellì, ampliandole e rendendole efficienti.
Nell'ambito della gestione delle risorse idriche numerosi furono i suoi progetti non realizzati. In primo luogo quello che prevedeva la creazione di un grande canale derivato dal fiume Brembo che avrebbe dovuto irrigare i paesi dell'Isola bergamasca. Ottenute le licenze nel 1462 per prelevare acqua presso il ponte di Almenno (noto con il nome di Ponte della Regina) in una quantità sufficiente ad alimentare 16 canali, il progetto si arenò senza mai vedere la luce.
Oltre a questa vi fu un'altra opera ideata dal Colleoni, molto più imponente della precedente, rimasta, tuttavia, sulla carta a causa degli eventi bellici che coinvolsero la Repubblica di Venezia tra la fine del XV secolo e l'inizio del XVI. L'opera, il cui progetto fu esaminato e approvato dal Consiglio di Bergamo il 3 agosto 1493, prevedeva la costruzione di un naviglio di collegamento tra il fiume Brembo e il Serio, e da quest'ultimo arrivasse al Po, così da permettere la navigazione tra questi territori, confini occidentali dei possedimenti di terra della Serenissima, fino a Venezia.
Un'altra idea rimasta tale fu la costruzione di un naviglio tagliato nelle montagne, alimentato dalle acque del lago di Endine in val Cavallina, che avrebbe collegato il lago d'Iseo, da Lovere, con l'Adda a Canonica.

### Il tramonto del condottiero
(Gabriele D'Annunzio, Le città del silenzio: Bergamo)

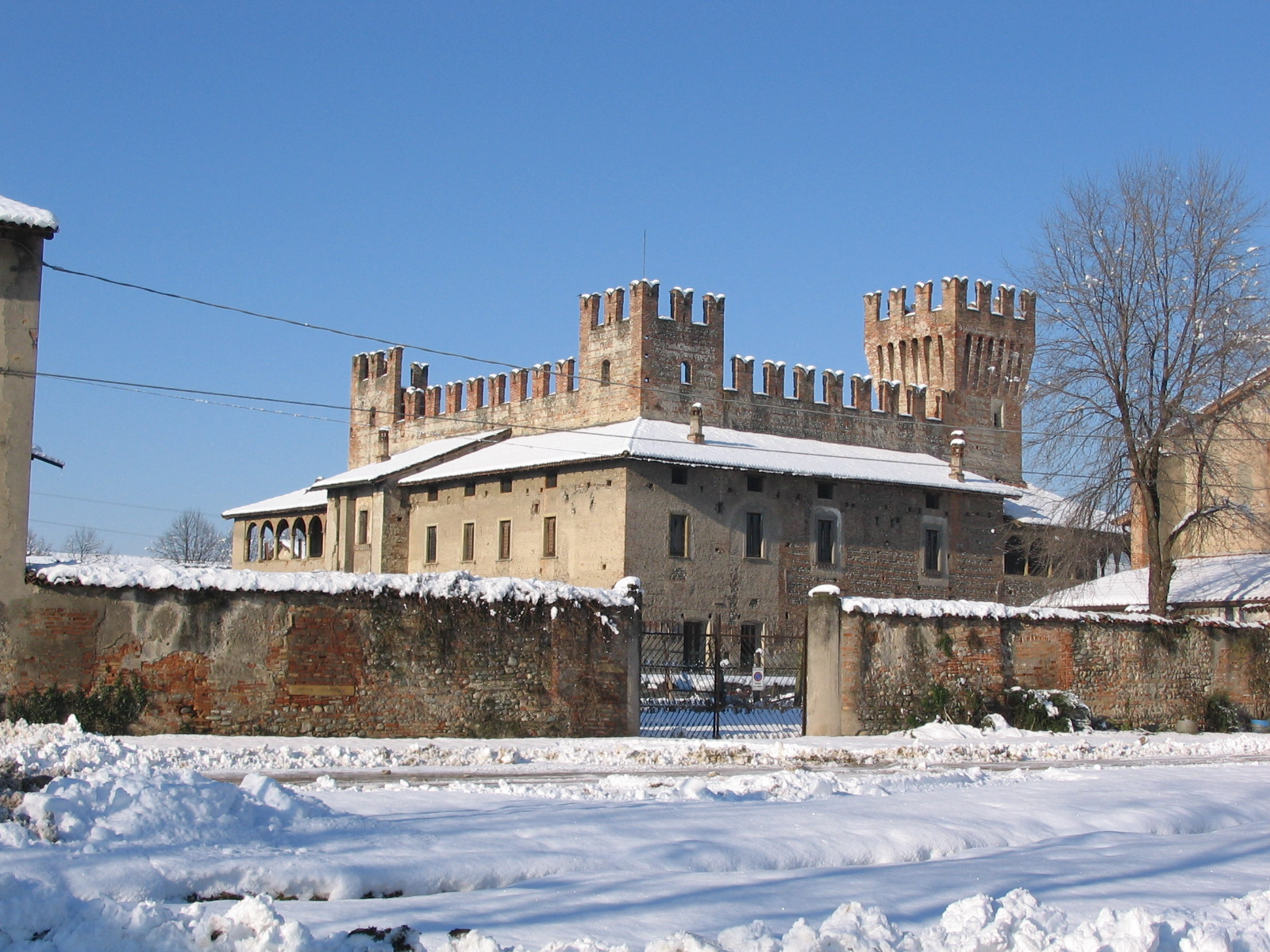
Il Castello di Malpaga.

Siamo al tramonto della vita del Colleoni: è ormai vecchio e ammalato, già colpito duramente negli affetti per la morte della moglie Tisbe e della figlia prediletta Medea.
Il 15 maggio 1475 restituì alla Serenissima il bastone del comando e incominciò a smobilitare le sue truppe, anche motivandolo col fatto che Venezia non gli pagava il dovuto e che quindi non aveva mezzi per sostenere le truppe. Venezia, consapevole della ormai prossima fine del proprio condottiero, respinse le sue dimissioni ed, invece di versargli altre somme, gli affiancò tre provveditori con funzioni di controllo e amministrative, contando anche che Bartolomeo le avrebbe lasciato in eredità la maggior parte del suo patrimonio: diverse proprietà immobiliari e una somma in contanti di oltre 300 000 ducati, una somma enorme tanto da potere rinsanguare le casse esauste della Repubblica.
Nel testamento vi era un legato a carico di Venezia: l'elevazione di un monumento in suo onore nella piazza San Marco, ma come sappiamo Venezia, onorò parzialmente questo legato.
Dopo avergli tributato funerali solenni, Venezia provvide con burocratica meticolosità a recuperare tutte le concessioni feudali elargitegli durante la carriera militare.

### L'epilogo

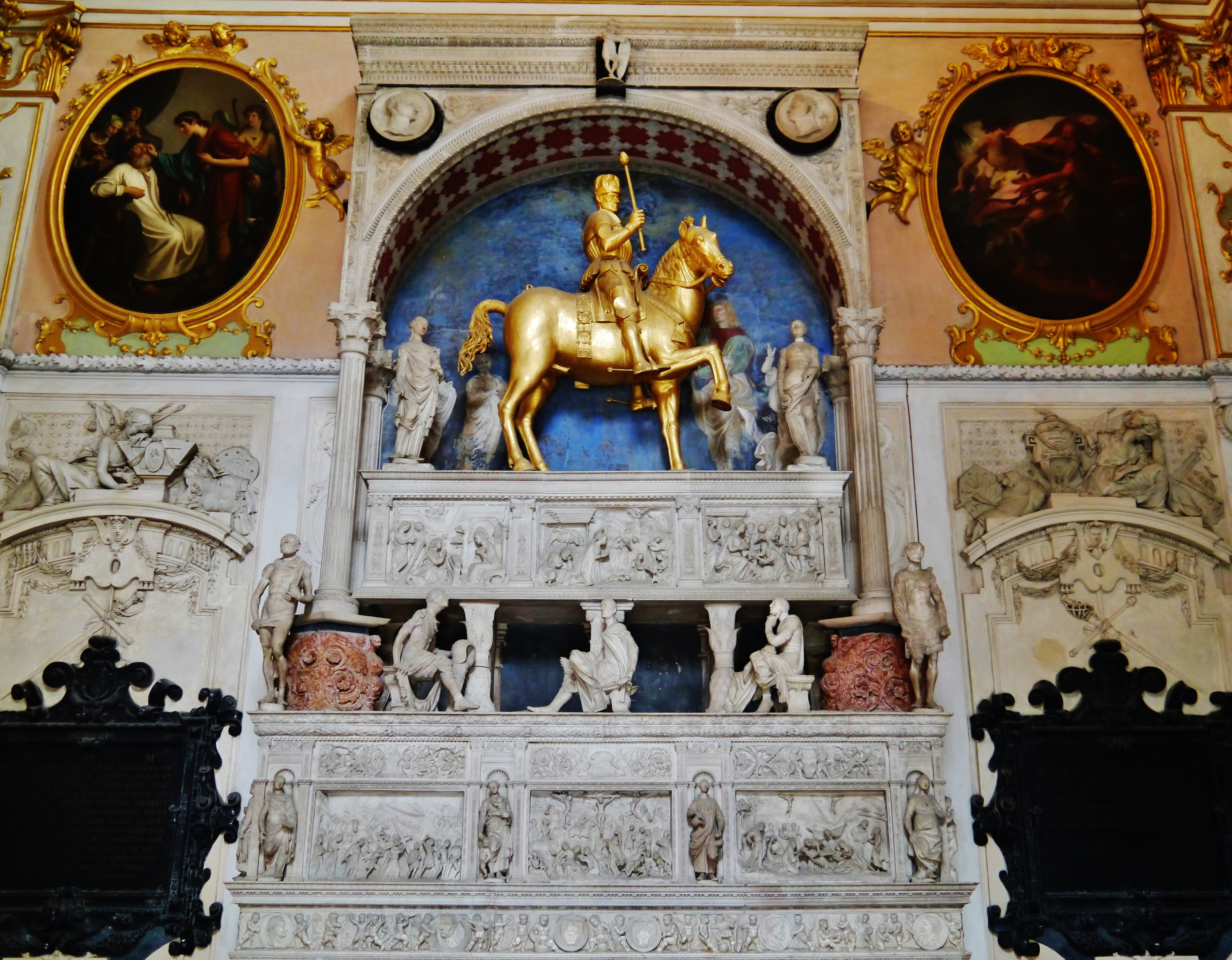
Monumento funebre

Bartolomeo Colleoni d'Andegavia, come gli piaceva essere chiamato, morì nel suo Castello di Malpaga il 3 novembre 1475, giusto in tempo per non vedere la fine di un tipo di condotta e di condottieri per i quali la ricerca della gloriosa impresa aveva una grande importanza.
Si presentava una nuova generazione di condottieri più attenta ad interessi che andavano oltre la sola carriera militare e per i quali la guerra sarà più un'impresa occasionale da preparare con cura che non una continua preoccupazione e aspirazione.
Condottieri come Niccolò Orsini di Pitigliano, Gian Giacomo Trivulzio, Bartolomeo d'Alviano, Prospero Colonna e Fabrizio I Colonna, solo per citare i più eminenti, hanno personalità ben diverse da quelle dei loro predecessori: per loro ha maggiore importanza la funzione di governatore che non l'occasionale attività bellica.
(Michael Mallett)

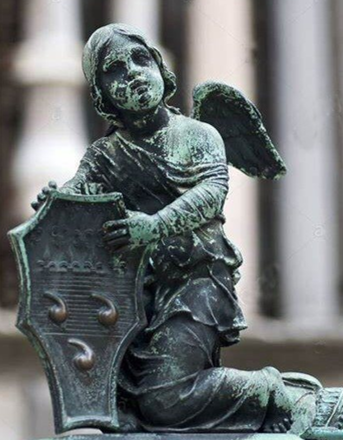
Stemma Colleoni sulla cancellata della cappella a Bergamo

Del Colleoni rimangono, tra l'altro, il monumento equestre del Verrocchio a Venezia e la Cappella Colleoni edificata a Bergamo Alta, a ridosso della basilica di Santa Maria Maggiore con cui forma un complesso monumentale di grande bellezza, capolavoro architettonico di Giovanni Antonio Amadeo.

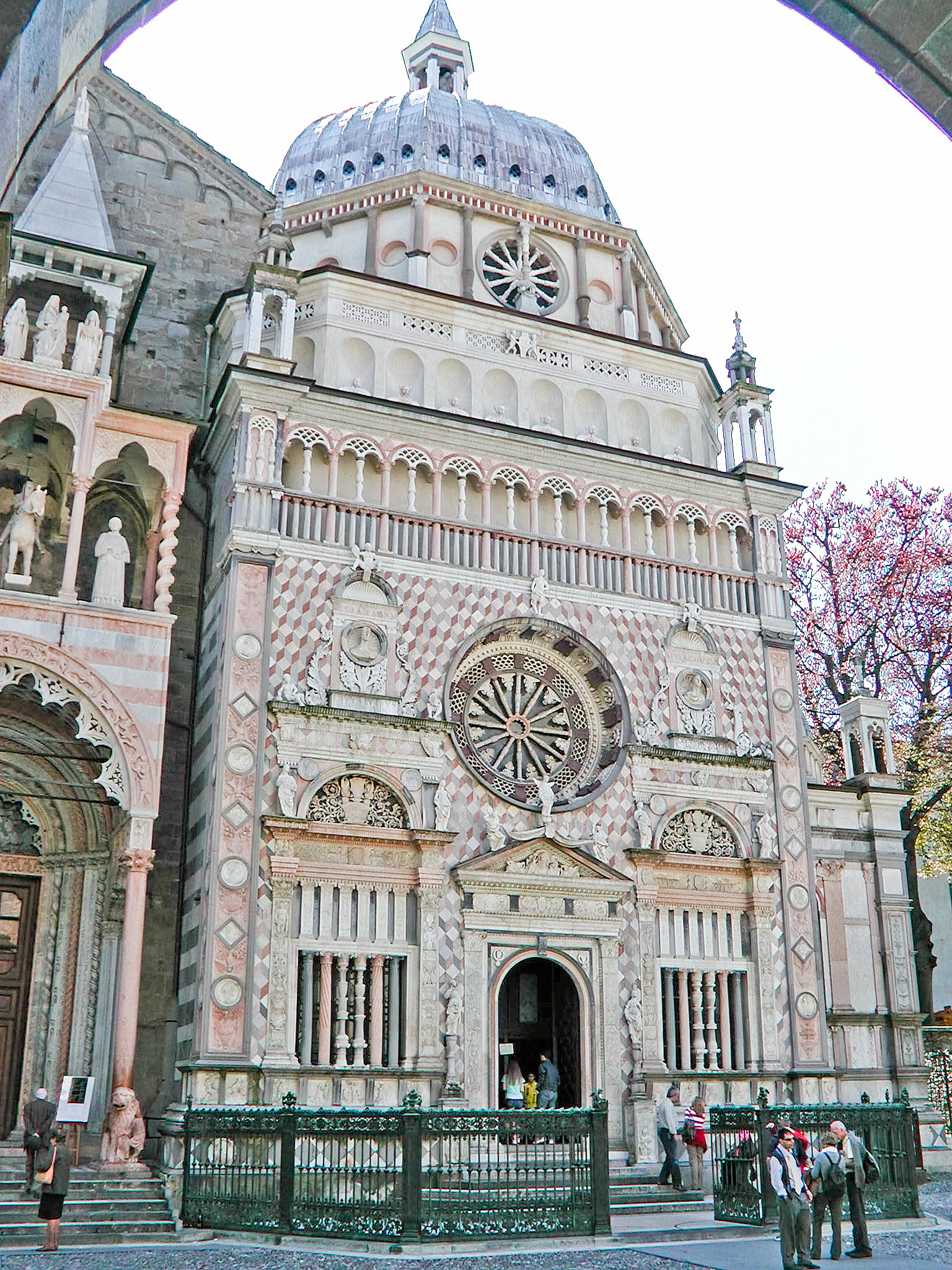
La cappella Colleoni a Bergamo

A Martinengo, sua terra d'elezione dove fece risiedere la sua numerosa famiglia nella Casa del Capitano, fece realizzare la Chiesa Parrocchiale di Sant'Agata in stile gotico lombardo, dalle dimensioni più vicine a quelle di una cattedrale che a una chiesa di borgata. La chiesa, su progetto di Tonino da Lumezzane, approvato il 25 aprile 1455 dal Consiglio Generale della Comunità, fu edificata in dieci anni. Lasciò in quella sua città anche due conventi francescani, il primo dei frati zoccolanti, il secondo, eretto in memoria della moglie Tisbe Martinengo, delle monache clarisse. Accanto a lui vi era il fedele segretario Abbondio Longhi, che lo aveva seguito fin dal 1454.

## Discendenza
Bartolomeo Colleoni morì senza figli ma ebbe otto figlie, tra legittime e illegittime.
Bartolomeo e Tisbe Martinengo ebbero tre figlie di rilevanza dinastica:
- Ursina (1434-1475),[43] figlia primogenita, sposò Gherardo II Martinengo, che divenne conte di Malpaga come successore del suocero, tra i principali collaboratori militari del Colleoni. I figli di Ursina presero il nome di Martinengo-Colleoni e furono i maggiori beneficiari del suo testamento;
- Caterina (1440-1500), sposò Gaspare Martinengo, tra i principali collaboratori militari del Colleoni; diedero origine ai "Martinengo delle Pallata"[44];
- Isotta, sposò Giacomo Francesco Martinengo tra i principali collaboratori militari del Colleoni; diedero origine ai "Martinengo della Motella".

Figlie illegittime:
- Medea (1455-1470), la sua figlia prediletta, si ammalò e morì a 15 anni, ancora nubile, il 6 marzo del 1470.[45] Per il Colleoni, che aveva lasciato i suoi incarichi per starle vicino, fu una grave perdita. Vicino alla camera della ragazza vi era una gabbia con un passerotto, suo compagno di giochi. L'uccellino morì lo stesso giorno. Bartolomeo ne fu colpito; ordinò di farlo imbalsamare e di porlo nella bara della figlia. Le spoglie furono seppellite prima nella chiesa di Santa Maria della Basella, a Urgnano, poi nel 1842 vennero trasportate vicino al padre, come forse era stato suo desiderio, nella Cappella Colleoni. L'uccellino fu poi tolto dal sarcofago di Medea per essere conservato sotto una cupola di vetro;
- Cassandra (1459-7 settembre 1519)[46], sposò Niccolò II da Correggio (1450-1508);
- Polissena, sposò Bernardo da Lodrone;
- Riccadonna e Doratina, ancora nubili alla morte del padre, sposarono due membri dell'importante famiglia veneziana dei Barozzi, portando cospicue doti provenienti dalle proprietà del padre.

### Fonti primarie
- Gabriele Medolago, Bartolomeo Colleoni e le reliquie della Maddalena e di Lazzaro da Semigallia a Covo e Romano, Coglia Edizioni, ISBN 978-88-941717-2-3.
- Bortolo Belotti, La vita di Bartolomeo Colleoni, Bergamo, Istituto Italiano d'Arti Grafiche, 1951, SBN CUB0081907.
- Bernardino Corio, Storia di Milano, 1856, ISBN non esistente.
- Antonio Cornazzano, Vita di Bartolomeo Colleoni, a cura di Giuliana Crevatin, Manziana, Vecchiarelli ed., 1990, ISBN 88-85316-16-6.
- Pietro Spino, Historia della vita et fatti dell'eccellentissimo capitano di guerra Bartholomeo Coglione, Venezia, 1569, ISBN non esistente.

### Fonti secondarie e approfondimenti
- AA. VV., Bartolomeo Colleoni. I luoghi del condottiero, Bergamo, Flash, 2000.
- Bortolo Belotti, Bergamo, la Cappella Colleoni, Bergamo, Conti, 1953, ISBN non esistente.
- Bortolo Belotti, Gli eccellenti bergamaschi, vol. 2, 1978.
- Bortolo Belotti, Storia di Bergamo e dei bergamaschi, Bergamo, Bolis, 1989.
- Peter Burke, Cultura e società nell'Italia del Rinascimento, Bologna, Il Mulino, ISBN 88-15-08110-0.
- Peter Burke, Il Rinascimento, Bologna, Il Mulino, 2001, ISBN 88-15-08397-9.
- AA. VV., Bartolomeo Colleoni e la politica delle acque, Bergamo, Mostra documentaria, 1988.
- Gabriele D'Annunzio, Poesie, Milano, Garzanti, 1994, ISBN 88-11-30247-1.
- G. Finazzi, Castello Castelli: I Guelfi e Ghibellini in Bergamo, Bergamo, 1870.
- Eugenio Garin, Medioevo e Rinascimento, Bari, Laterza, 2005, ISBN 88-420-7669-4.
- Eugenio Garin (a cura di), L'uomo del Rinascimento, Bari, Laterza, 2000, ISBN 88-420-4794-5.
- Mario Granata, Il generale della Serenissima: (Bartolomeo Colleoni), Torino, S.A.I.E., 1955. SBN CUB0322534.
- Johan Huizinga, L'autunno del Medioevo, Roma, Newton, 1997, ISBN 88-8183-898-2.
- Jörg Jarnut, Bergamo 568-1098, Archivio Bergamasco, 1980. SBN MIL0010412.
- Edward Michael Mallet, Signori e mercenari. La guerra nell'Italia del Rinascimento, Bologna, Il Mulino, 1983, ISBN 88-15-00294-4.
- Piero Operti, Bartolomeo Colleoni, Torino, S. E. I., 1964, ISBN non esistente. SBN SBL0421295.
- Pietro Pesenti, La Cappella Colleoni nel gruppo monumentale di Bergamo Alta, Bergamo, Bolis, 1955, ISBN non esistente. BNI 195510174.
- Adolfo Ragioneri, Antonio Martinelli, Bartolomeo Colleoni dall'Isola all'Europa, Bergamo, Consorzio intercomunale dell'Isola, 1990. SBN CFI02003337.
- Alberto Tenenti, L'età moderna, Bologna, il Mulino, 2005, ISBN 88-15-10866-1.
- Michael E. Mallett, COLLEONI, Bartolomeo, in Dizionario biografico degli italiani, vol. 27, Roma, Istituto dell'Enciclopedia Italiana, 1982. URL consultato il 7 agosto 2017.